# Маслениця (село)

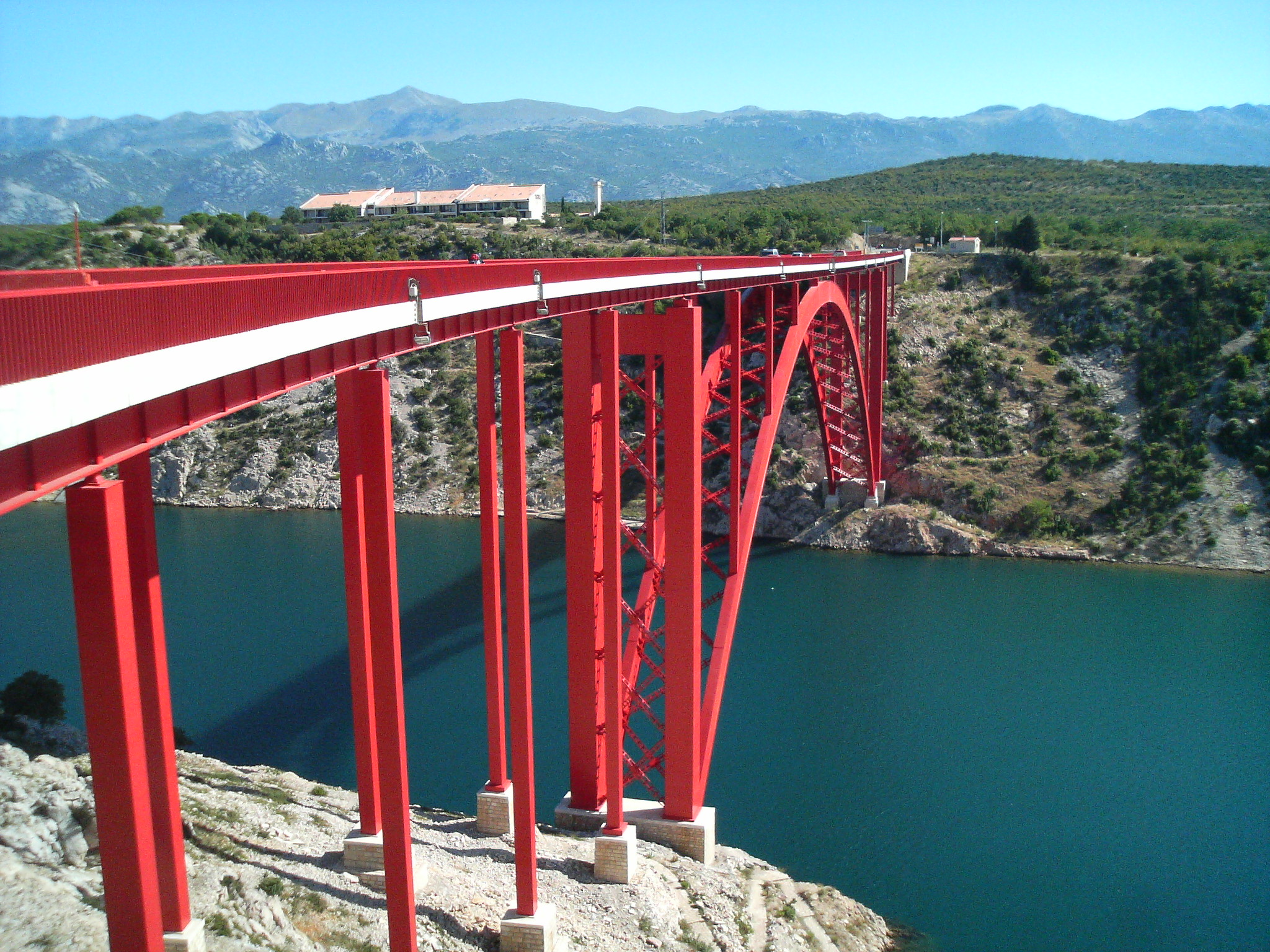
Відбудований Масленицький міст

Маслениця (хорв. Maslenica) — населений пункт у Хорватії, у Задарській жупанії, у складі громади Ясениці. Важливий транспортний пункт. 

## Походження назви та історія
Населений пункт назвали на честь багатовікових маслинових гаїв, які жителі вирощують уздовж узбережжя не одне покоління. Кожна з цих маслин є окремою пам'яткою природної краси та культури минулих часів населення, яке проживає на цій території понад 13 століть.
У 1990-х роках упродовж хорватської війни за незалежність населений пункт зазнав пошкоджень. На честь цього поселення названо операцію «Маслениця». 
Поблизу Маслениці є два важливі мости з однаковою назвою: Масленицький міст, який під час війни за незалежність зруйнували великосербські загарбники, а також Масленицький міст на автомагістралі A1.

## Положення і особливості
Маслениця розмістилася на березі Новиградської затоки, вигідно скориставшись перевагами закритого і теплого моря, в оточенні національних і природних парків (природний парк Велебит, національний парк Паклениця, каньйон річки Зрманя), а особливу цінність їй надає близькість міста Задар. Завдяки близькості до автомагістралі Загреб—Спліт, аеропорту Задар, наявності поблизу двох величних мостів, перекинутих через Новську протоку, ця туристична принада стає дедалі популярнішою. Зелена рослинність прибережного характеру робить поселення ще привабливішим для сімейного та індивідуального туризму в цій місцевості.
Тут є вся міська інфраструктура, кілька продуктових крамниць, невеликий тризірковий готель на самому узбережжі, а також велика кількість комфортабельних і по-сучасному упоряджених апартаментів і номерів для гостей. Влітку магазини працюють до ночі, а постачання населення та гостей відбувається безперебійно до 24-ї години і навіть довше. У самому місці є кілька ресторанів з багатою пропозицією, дискотеки для юнацтва, а також інші заклади такого туристичного напряму.